# Distrikt San Pablo (Canchis)
Der Distrikt San Pablo liegt in der Provinz Canchis der Region Cusco in Südzentral-Peru. Der Distrikt wurde am 12. Oktober 1897 gegründet. Er besitzt eine Fläche von 523 km². Beim Zensus 2017 lebten 4582 Einwohner im Distrikt. Im Jahr 1993 lag die Einwohnerzahl bei 6004, im Jahr 2007 bei 4979. Die Distriktverwaltung befindet sich in der 3486 m hoch gelegenen Kleinstadt San Pablo mit 1838 Einwohnern (Stand 2017). San Pablo liegt am Nordufer des Río Vilcanota (Oberlauf des Río Urubamba) 12 km nordwestlich der Provinzhauptstadt Sicuani.

## Geographische Lage
Der Distrikt San Pablo befindet sich im Andenhochland südzentral in der Provinz Canchis. Der Río Vilcanota durchquert den äußersten Westen des Distrikts in nordwestlicher Richtung. Der Río Salcca durchfließt den östlichen und den zentralen Teil des Distrikts in westlicher Richtung.
Der Distrikt San Pablo grenzt im äußersten Südwesten an den Distrikt Yanaoca (Provinz Canas), im Nordwesten an die Distrikte Tinta, San Pedro und Combapata, im Norden an den Distrikt Checacupe, im Osten an die Distrikte Corani (Provinz Carabaya) und Nuñoa (Provinz Melgar) sowie im Süden an den Distrikt Sicuani.

## Ortschaften
Im Distrikt gibt es neben dem Hauptort folgende größere Ortschaften:
- Chara (271 Einwohner)
- Santa Barbara (234 Einwohner)